# Metzengerstein
Metzengerstein (ang. Metzengerstein) – pierwsza opublikowana nowela amerykańskiego pisarza i poety Edgara Allana Poego. Pojawiła się po raz pierwszy na łamach filadelfijskiego magazynu Saturday Courier w 1832 roku.

## Opis fabuły
Historia rozgrywa się na Węgrzech, pomiędzy dwoma zwaśnionymi rodzinami: Metzengersteinów i Berlifitzingów. Nikt nie jest w stanie podać czasu trwania tej długiej i gorzkiej waśni.
Narrator wychodzi z założenia, że jej pochodzenie wiąże się ze starą przepowiednią: Wielki ród pokala się upadkiem straszliwym, gdy jako rycerz na swym rumaku śmiertelność Metzengersteinów zagóruje nad nieśmiertelnością Berlifitzingów.
Młody Frederick, baron Metzengersteinów, odziedziczył fortunę rodzinną w wieku 18 lat (choć wiek zmienia się tu w wypadku innych wydań), a z czasem zaczyna zachowywać się w przesadnie okrutny sposób. Kilka dni po tym jak otrzymuje on swój spadek, stajnie zwaśnionej rodziny Berlifitzingów płoną i zabijają patriarchę rodziny, Williama von Berlifitzinga. Pojawia się sugestia, że Metzengerstein mógł być odpowiedzialny za to podpalenie. Tego dnia Metzengerstein siedzi wpatrując się w stary gobelin, przedstawiający Metzengersteina, który zabija Berlifitzinga leżącego u stóp jego konia. Wydaje mu się, że widzi jak koń się porusza i posiada „energiczną i ludzką formę wyrazu”. Kilka minut później, zostaje powiadomiony, że nowy charakterystyczny koń o ognistej barwie, został znaleziony w jego stajni z literami W.V.B oznakowanym na jego czole.
Koń wykazuje groźne i demoniczne atrybuty. Tylko baron jest na tyle odważny, że stara się złamać charakter tajemniczego zwierzęcia. Dzień później, Metzengerstein jedzie na nim niczym w transie i jest coraz mniej zainteresowany sprawami na jego posiadłości. Podczas nocnej jazdy zamek Metzengersteina ogarnia pożar. Uciekający koń, wbrew poleceniom jeźdźca, skacze prosto w płomienie razem z nim, zabijając ostatniego z rodu Metzengersteinów. Przerażeni obserwatorzy widzą chmurę dymu unoszącą się nad zamkiem w postaci „wyraźnej kolosalnej figury konia”.

## Analiza
Choć nie jest to dokładnie napisane w tekście, pojawia się sugestia, że ów koń jest naprawdę Berlifitzingiem. Pierwszy akapit historii odnosi się do transimaginacji, gdy dusza określonej osoby zostaje przeniesiona do innej żywej istoty. Inny dowód to gobelin, czy rozpoznanie w zwierzęciu przepowiedni dotyczącej nieśmiertelności Berlifitzingów. Całość może być czytana jako alegoria, ostrzeżenie, że dusza ludzka może być opętana przez zło przez niego stworzone, chociaż sam Poe nie sugeruje takiego morału.
Na uwagę zasługują tradycyjne „germańskie” wzory w historii. Ich znakiem jest choćby przygnębiający stary zamek, typowy dla powieści gotyckiej. W utworze zobrazowane są także problemy oscylujące wokół sekretnych obsesji i grzechów, zabronionych przepowiedni i zwaśnionych rodzin. Kwestią sporną jest pytanie, czy Poe zamierzał spisać Metzengersteina jako utwór satyryczny lub w formie burleski, wyolbrzymiając przy tym elementy literatury gotyckiej, aby stały się bardziej humorystyczne. Sugestia ta jest przedmiotem badań, zwłaszcza ze względu na wiele ponownych wydań, gdzie Poe usunął wiele elementów wyolbrzymionych wcześniej.
Poeta opisuje zęby konia jako „grobowe i ohydne”. Często używał on tego motywu jako znaku moralności, jak w skrzywionych wargach wokół zębów zahipnotyzowanego człowieka w Prawdziwym opisie wypadku z panem Waldemarem oraz dźwięku zgrzytających zębów w Żabim skoczku lub w odniesieniu do obsesji do zębów w Berenice.
Nowela posiada również kilka autobiograficznych elementów, z zamkiem reprezentującym Moldavie, mieszkanie ojca zastępczego Poego – Johna Allana. Także zarówno Poe, jak i Metzengerstein, zostali osieroceni w latach młodzieńczych.

## Publikacja
Poe wysłał pierwotnie Metzengersteina do magazynu Saturday Courier jako jego pracę konkursową rywalizacji pisarskiej. Chociaż nie wygrał, to prawdopodobnie jego historia podobała się jury na tyle, że została wydrukowana kilka miesięcy później w wydaniu z 14 stycznia 1836 roku. Została opublikowana bez podanego nazwiska autora, lecz uznaje się ją jako pierwszy utwór poety. Nie dostał on prawdopodobnie żadnego honorarium za tę publikację. Podtytuł Historia ze wzorami niemieckimi (A Tale in Imitation of the German) został dodany w ponownej publikacji w Southern Literary Messenger w styczniu 1836 roku, prawdopodobnie aby wykorzystać popularność niemieckiego horroru. Został on usunięty w kolekcji Opowieści groteskowo-arabeskowe (Tales of the Grotesque and Arabesque) z 1840 roku.
Metzengerstein miał być również jednym z 11 utworów wchodzących w skład Tales of the Folio Club, zbioru, który Poe zamierzał wydać, ale który nigdy nie został wydrukowany. Folio Club miał być fikcyjnym literackim stowarzyszeniem, gdzie podczas jednego spotkania w ciągu miesiąca, członkowie prezentowaliby swoje prace. Saturday Visiter opublikował reklamę wzywającą prenumeratorów do ich kupna za 1 dolar za sztukę. Jednak tydzień później gazeta ogłosiła, że autor wstrzymał się, wyjaśniając, że historie miałyby być wydrukowane w Filadelfii. Poe rozważał również publikację historii w kolekcji zwanej Sztuki fantastyczne jako Cień konia (The Horse-Shade), ale nie doczekało się to nigdy publikacji.
W kilku pierwszych wydaniach Metzengerstein zawierał informacje o śmierci matki na gruźlicę. Młody baron mówił: To jest droga, którą pragnąłem podążać. Życzyłbym wszystkim, których kocham aby pomarli na tę łagodną chorobę. Gdy Poe był dzieckiem, jego matka Eliza zmarła prawdopodobnie na gruźlicę.

## Adaptacje
Metzengerstein był jednym z elementów składowych filmu Historie niesamowite (Histoires extraordinaires) Rogera Vadima.